# Pierre Berthier
Pierre Berthier [pjer berťijé] (3. července 1782 Nemours – 24. srpna 1861 Paříž) byl francouzský důlní inženýr a mineralog.
Vystudoval pařížskou École polytechnique a v roce 1805 získal titul inženýra na École des mines de Paris, kde byl původně asistentem Hippolyte-Victora Collet-Descotilse, později vedl analytickou laboratoř a v roce 1816 byl jmenován profesorem. Publikoval v časopisech Journal des Mines a Annales des Mines, vydal jedenáctidílný spis Traité des essais par la voie sèche, ou, des propriétés, de la composition et de l'essai des substances métalliques et des combustibles. Jako první objevil, že přidáním chromu vznikne korozivzdorná ocel, nedokázal však vyvinout použitelnou technologii výroby. Zabýval se také využitím fosforečnanů pro zúrodňování půdy.
V roce 1821 objevil nedaleko vesnice Les Baux-de-Provence horninu s vysokým obsahem hliníku, které dal v roce 1844 Armand Dufrénoy podle místa nálezu název bauxit. Také objevil minerály halloysit a berthierit, který je po něm pojmenován. Od roku 1836 zastával funkci důlního inspektora.
Byl uveden na policejním seznamu homosexuálů.
V roce 1825 byl zvolen do Francouzské akademie věd a v roce 1828 převzal Řád čestné legie. Je také jednou ze sedmdesáti dvou osobností, jejichž zásluhy o francouzskou vědu jsou připomenuty na konstrukci balkonu Eiffelovy věže v Paříži. Jméno Berthier se nachází na jihozápadní straně věže a stojí na šestém místě zleva.